# 有馬カンツリー倶楽部
有馬カンツリー倶楽部（ありまカンツリーくらぶ）は、兵庫県三田市にあるメンバーシップ制のゴルフ場。

## 所在地
- 〒669-1334 三田市中内神南山841

## コース情報
- 開場日：昭和35年9月23日
- 設計者：保田与天
- コース：18H Par72 6,668Y
- JGAコースレート：71.9
- グリーン：ベントグラス1面
- 練習施設：打撃場260Y・20打席、練習グリーン3面（アプローチ・バンカー練習可）

## アクセス
- 車の場合

中国自動車道・六甲北有料道路/神戸三田IC
- 鉄道の場合

三田駅（JR宝塚線・神戸電鉄三田線）下車　タクシーで約15分
三田駅よりマイクロバスでの送迎あり

## コースの特長
丘陵コースではあるが、フラットでフェアウェイ両サイドが立木でおおわれた林間コースでもある。グリーンは平均720m2と比較的大きなベントのワングリーン。ティーとフェアウェイは冬期オーバーシードによるエバーグリーン化を実現。1年を通じて緑の上でのゴルフを楽しめる。